# Равенски екзархат
Равенският екзархат е византийска провинция, намираща се на Апенинския полуостров (Североизточна Италия) със столица Равена, укрепен град, представящ защита срещу настъплението на варварите. Като екзархат е известна от 584 година при император Маврикий. Нахлуващите лангобарди постепенно намаляват територията му и го завладяват през 751 г. След завоевателните походи на Пипин Къси (754, 756) земите на Равенския екзархат преминават към франките. След това Пипин Къси ги подарява на папата заедно с Римската област и това поставя началото на Папската държава.

## Византийска провинция
Равена става столица на Западната Римска империя през 402 година при император Хонорий благодарение на пристанището си с излаз в Адриатическо море и идеалното си за отбрана разположение сред непроходими блата. Градът остава столица на империята до нейното падане през 476 г., кога става столица на Одоакър а по-късно (при Теодорих Велики) е столица и на остготското кралство. През 540 г. по време на войните, които води византийският император Юстиниан I с цел да си върна загубената Западна Римска империя (535 – 554), Равена е превзета от византийския пълководец Велизарий. В годините на византийско управление градът е резиденция на византийския наместник. Титлата екзарх е учредена от император Маврикий в 584 г. за управители, оглавяващи административната и военната власт в сравнително отдалечени провинции. Екзархатът е съставен от отделни херцогства (дукато) (Римско, Венецианско, Калабрийско, Луканско, Сполетанско и др.) с центрове в крайбрежните градове. Те се управляват от дукове (duces) и magistri militium
Екзархатът не е единственото византийско владение в Италия. Византийска Сицилия има собствена администрация, а Корсика и Сардиния се отнасят към Африканския екзархат.
Около 740 г. екзархатът включва Истрия, Венеция (с изключение на същинската венецианска лагуна, която постепенно става самостоятелен град-държава, предшественик на Венецианската република), Ферара, Равена с Пентаполиса и Перуджа.
Всички тези фрагменти от Византийска Италия са загубени от Византия в полза на лангобардите, окончателно покорили Равена около 750 година, а също и поради разкола с папата в резултат на спора за иконопочитанието.

## Екзарси на Равена
| Години на управление | Екзарх                      |
| -------------------- | --------------------------- |
| 584 – 585            | Деций                       |
| 585 – 589            | Смарагд                     |
| 589 – 598            | Роман                       |
| 598 – 603            | Калиник                     |
| 603 – 611            | Смарагд (повторно)          |
| 611 – 616            | Иоан I Лемигий              |
| 616 – 619            | Елефтерий                   |
| 619 – 625            | Григорий I                  |
| 625 – 643            | Исаак                       |
| 643 – 645            | Теодор I Калиопа            |
| 645 – 649            | Платон                      |
| 649 – 652            | Олимпий                     |
| 653 – 666            | Теодор I Калиопа (повторно) |
| 666 – 678            | Григорий II                 |
| 678 – 687            | Теодор II                   |
| 687 – 702            | Йоан II Платин              |
| 702 – 710            | Теофилакт                   |
| 710 – 711            | Иоан III Ризокоп            |
| 711 – 713            | Евтихий                     |
| 713 – 726            | Схоластик                   |
| 726 – 727            | Павел                       |
| 728 – 752            | Евтихий                     |